# Рубльовка (Москва)

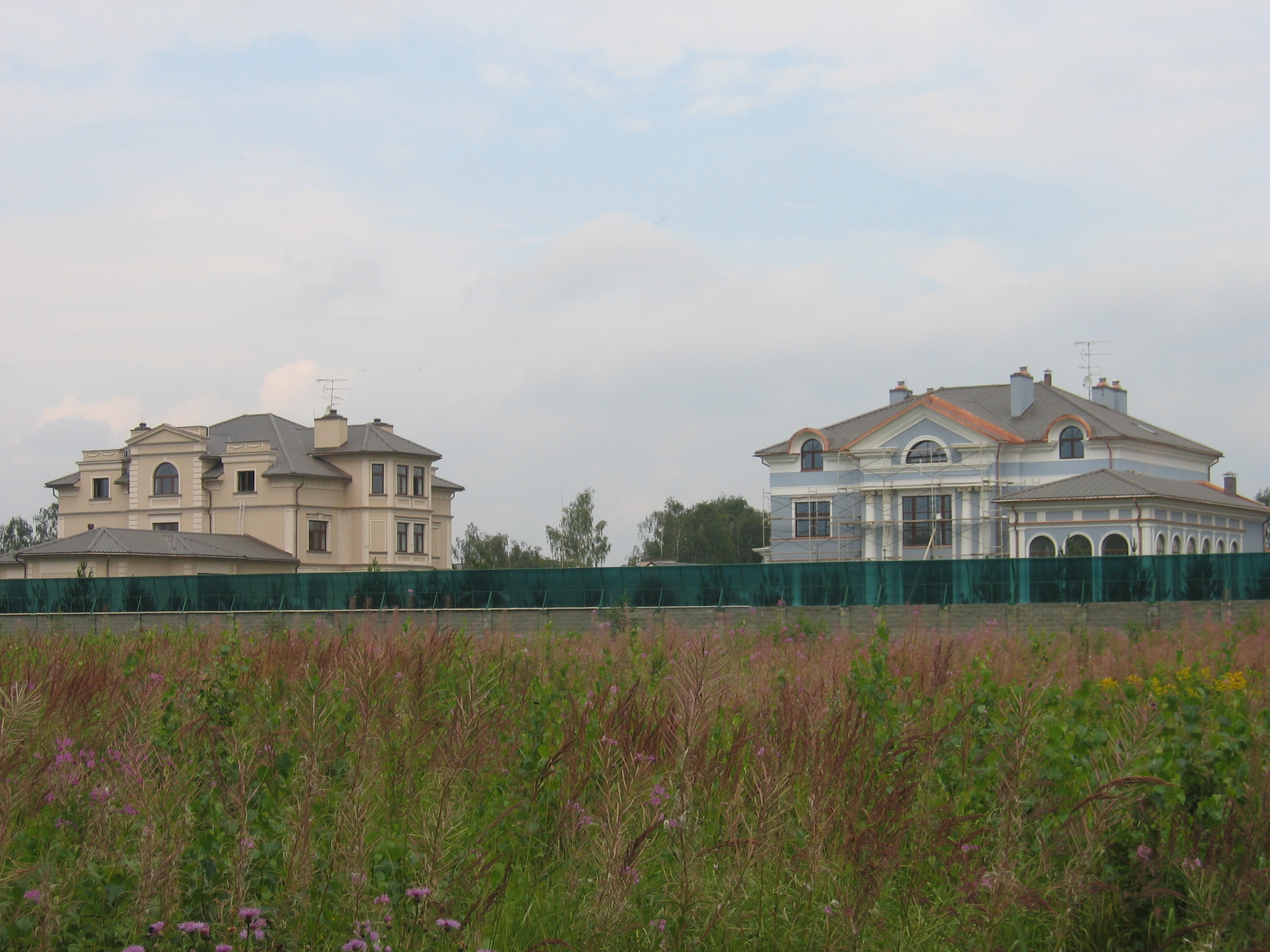
Котеджі біля с. Усово, Рубльовка

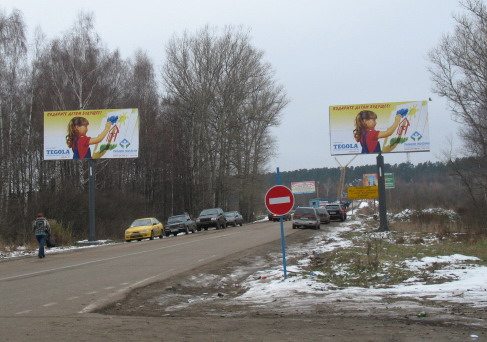

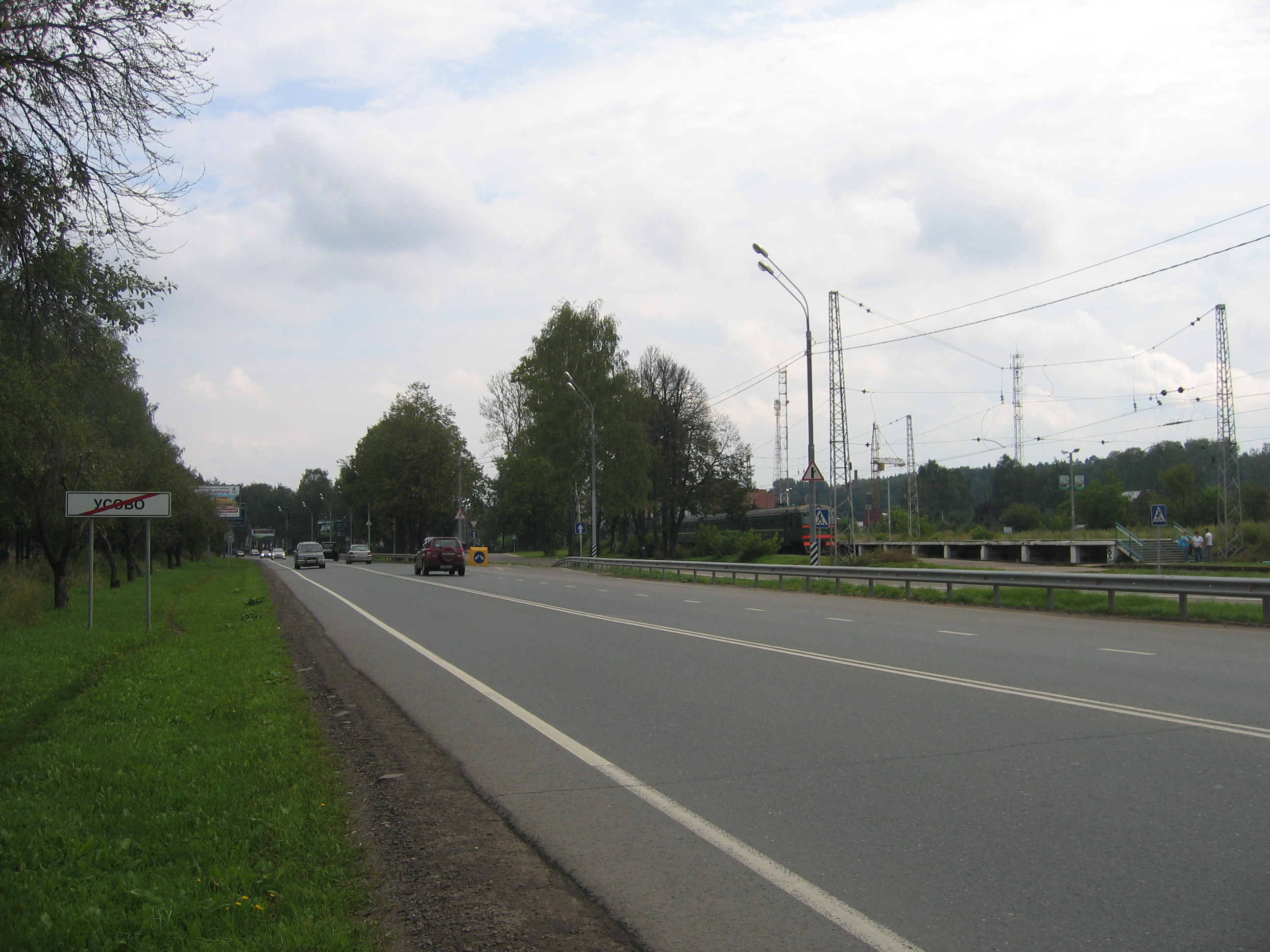

Рубльо́вка (рос. Рублёвка) — неофіційна назва місцевості на захід від Москви вздовж Рубльово-Успенського шосе, Подушкінського, 1-го і 2-го Успенських шосе, що включає частину території Одинцовського району Московської області, забудованої дачами колишньої радянської еліти, фешенебельними котеджними селищами і резиденціями вищих посадових осіб держави.
На Рубльовці найдорожча земля в Московській області та Росії, один з житлових будинків, розташованих там, за версією журналу Forbes, входить до п'ятірки найдорожчих світу.
Адміністративно-територіальної одиниці «Рубльовка» не існує, проте термін, що відноситься до даної місцевості широко застосовується в побуті, в ЗМІ, в кінематографі, в художній літературі та працівниками агентств нерухомості. При цьому до «Рубльовки» з початку XXI століття все частіше приписують населені пункти, які раніше з нею ніколи не асоціювалися: на «карті Рубльовки», розміщеної на інформаційному порталі «Рубльовка. Name» її кордони простираються далеко за межі Рубльово-Успенського і Одинцовського району, де вказуються нові котеджні селища, побудовані поблизу ЦКАД і Звенигорода, у сусідньому Красногорському районі, на Ільїнському, а також Можайському шосе.

## Історія
Нинішнім Рубльово-Успенським шосе їздив на соколине полювання цар Іван IV Грозний. Дорога вважалася «царською», нею здійснювали піше паломництво до Саввіно-Сторожевського монастиря у Звенигород перші царі династії Романових — Михайло Федорович та Олексій Михайлович, а потім Петро I і Катерина II. Наприкінці XVIII століття вздовж дороги стали відбудовуватися маєтки — тут оселилися 16 князівських і 4 графських родів, зокрема Юсупови, Шувалови і Голіцини.
На початку XX століття цей район Підмосков'я не вважався найпопулярнішим і найпрестижнішим для дачного відпочинку, заміські садиби багатих москвичів будувалися у населених пунктах на північно-східний (Сокольники, Перловка) і, особливо, східному напрямку ближнього Підмосков'я, наприклад у Малахівці або Кратово, що славляться піщаними ґрунтами та сосновими лісами.
У 1918 році на Рубльово-Успенському шосе з'являється дача Йосипа Сталіна. На спецоб'єкті «Зубалово-4» поблизу села Усово він прожив до 1932 року. По сусідству поселилися його сподвижники — Анастас Мікоян, Фелікс Дзержинський, Климент Ворошилов.
У 1930-і роки тут були побудовані державні дачі вищих чиновників, а також представників радянської наукової та культурної еліти; пансіонати для їхнього відпочинку та санаторії для лікування (наприклад, «Барвиха», «Горки-10»). У Жуковці оселилися вищі керівники НКВС зокрема, міністр Микола Єжов.
У повоєнний час район був місцем проживання західних дипломатів, можливо, завдяки відсутності великих промислових підприємств з їхніми шкідливими виробництвами, характерних для інших районів ближнього Підмосков'я, і своєму символічному західному розташуванню. До кінця 50-х років ХХ століття в'їзд на Рубльово-Успенське шосе був закритий для допитливих — рух перегороджував шлагбаум.
У пострадянський час земля на околицях Рубльово-Успенського шосе, що примикає до екологічно привабливих і лісистих берегів Москви-ріки, була швидко приватизована зірками шоу-бізнесу, політиками, чиновниками, індустріальними магнатами і т. д. У 90-ті роки приватний будинок або дача на Рубльовці став статусним атрибутом, що вирізняє нову еліту Росії.
У замку «Майєндорф», (який ЗМІ іноді називають «Майндорф») поблизу села Подушкіно з 2008 р. проводяться міжнародні зустрічі глав держав та деякі інші протокольні заходи за участю Президента Росії. З листопада 2008 офіційний сайт Президента Росії вживає щодо цього об'єкта назву держрезиденція «Барвиха».

## Відомі жителі

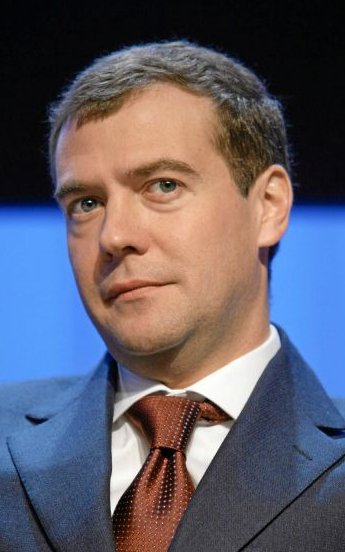
Одним із жителів Рубльовки є Дмитро Медведєв — колишній голова уряду Росії

На Рубльовці жили, живуть і працюють:
- Президент Росії Володимир Путін — держрезиденція «Ново-Огарьово»
- Колишній голова уряду Дмитро Медведєв — держрезиденція «Горки-9», до березня 2008 року — на колишній держдачі генерального секретаря ЦК КПРС Юрія Андропова в селі Калчуга.
- Співак і шоумен Борис Моїсеєв — селище Барвиха
- Мер Москви Юрій Лужков — держрезиденція «Молоденово»
- Голова Ради Федерації Сергій Миронов — закрите котеджне селище
- Керівник Рахункової палати Сергій Степашин — селище Барвиха, за іншими даними — село Жуковка
- Перший президент СРСР Михайло Горбачов і президент РФ Борис Єльцин — держдача Барвиха-4.
- Вдова першого президента Росії Наїна Єльцина і керівник його протоколу Володимир Шевченко — селище Барвиха
- Актор Леонід Ярмольник — село Подушкіно
- Продюсер і телеведучий Андрій Разбаш — село Подушкіно
- Співачка Лада Денс — село Подушкіно
- Актриса Аліка Смєхова
- Колишній голова уряду Росії, колишній посол Віктор Черномирдін — селище Жуковка
- Президент асоціації каскадерів Росії, актор Олександр Іншаков
- Генеральний Секретар ЦК КПРС Леонід Брежнєв і члени його сім'ї
- Бізнесмен, колишній керівник компанії «Юкос» Михайло Ходорковський — селище Жуковка
- Актриса Тетяна Друбич — селище Жуковка
- Секретар Союзу Росії і Білорусі Павло Бородін — селище Жуковка
- Художник Ілля Глазунов — селище Жуковка
- Актриса Марина Ладиніна та її чоловік, режисер кіно Іван Пир'єв — село Роздори
- Політик Володимир Жириновський — селище Дар'їно
- Колишній голова адміністрації президента РФ, бізнесмен і піарник Олексій Волін
- Бізнесмен, засновник компанії «Євросеть» Євген Чичваркін до свого від'їзду до Великої Британії жив у селищі Жуковка, де побудував на свої гроші дитячий майданчик для місцевих жителів.
- Бізнесмен Руслан Байсаров (селище Жуковка)